# René Creemers
René Creemers (Nijmegen, 14 januari 1959) is een Nederlandse rock/fusion-drummer.

## Biografie
Van 1977 tot 1982 studeerde Creemers aan het conservatorium. In deze tijd werd hij lid van de band Blowbeat, waarmee hij ook op tournee ging in Duitsland, Zwitserland en Oostenrijk. In 1989 verscheen hun eerste album "Blowbeat", dat in Duitsland veel succes had. Hij speelde tussen 1993 en 1996 bij zangeres Margriet Eshuijs, waarmee hij enkele tournees maakte en ook opnam (de albums "The Wee Small Hours" en "Shadow Dancing"). In 1994 nam hij de video "A Matter of Pride" op, met twee songs en een lange drumsolo. In 1997 nam hij met basgitarist Pieter Douma het album "PARaDOX" op en in 1998 speelde hij mee op de plaat "Break the Seal" van Marcel van de Beeten, met onder meer Pieter Douma en Bert van den Brink. In 1999 werd hij lid van Martin Verdonk's Tribal Fusion en in 2000 begon hij met Wim de Vries het duo The Drumbassadors. Als sideman werkte hij onder meer mee aan het album "Different Colors" van Denise Jannah.
Creemers is docent aan het conservatorium in Arnhem en aan de Rockacademie in Tilburg. Met Andy Gillmann schreef hij het leerboek 'Drummers Inspiration'.

## Dvd
- Drumbassadors, volume 1, 2002
- Modern Drummer Festival 2003
- Drumbassadors, "One for the Money, but Two for the Show", 2010